# Конвей, Линн
Линн Конвей (англ. Lynn Conway; 10 января 1938, Маунт-Вернон, штат Нью-Йорк, США — 9 июня 2024, Джэксон, Мичиган, США) — американская компьютерная учёная, инженер-электроник, изобретательница, трансгендерная женщина и активистка движения за права ЛГБТ.
В 60-е годы до гендерного перехода Конвей работала в IBM и внесла заметный вклад в создание суперскалярной архитектуры компьютеров. Уже тогда Конвей задумывалась о переходе. Решившись на переход, Конвей была уволена из IBM, от неё отказались семья и друзья.
После операции и смены имени Конвей была принята на низкооплачиваемую работу программиста. Через несколько лет она добилась трудоустройства в исследовательский центр Xerox. К 1980-м Конвей добилась блестящего карьерного успеха в области высоких технологий. Мировую известность ей принесла фундаментальная работа по технологии СБИС совместно с Карвером Мидом. И лишь в конце 1990-х Линн Конвей рассказала о своей истории общественности.
Умерла 9 июня 2024 года у себя дома в Джэксоне, штат Мичиган, от сердечного приступа.